# Jess Carter
Jessica Leigh Carter (Warwick, Inglaterra, Reino Unido; 27 de octubre de 1997) es una futbolista inglesa. Juega de defensa y su equipo actual es el Gotham FC  de la National Women's Soccer League. Es internacional absoluta por la selección de Inglaterra desde 2017.

## Trayectoria
Comenzó su carrera en el club de su ciudad natal el modesto Warwick Junior. En 2013 entró a la academia del Birmingham City W. F. C.. Carter debutó por el primer equipo del club a los 16 años en marzo de 2014 contra el Arsenal W. F. C. por la Liga de Campeones Femenina de la UEFA 2013-14.
En 2018, fichó en el Chelsea F. C. W..

## Selección nacional
Carter fue internacional a nivel juvenil por Inglaterra.
Debutó con la selección de Inglaterra en 2017 ante Kazajistán.
En junio de 2022 formó parte del plantel que disputó la Eurocopa Femenina 2022.

## Clubes
| Club                     | País           | Año           |
| ------------------------ | -------------- | ------------- |
| Warwick Junior           | Inglaterra     | 2004-2013     |
| Birmingham City W. F. C. | Inglaterra     | 2013-2018     |
| Chelsea F. C. W.         | Inglaterra     | 2018-2024     |
| Gotham FC                | Estados Unidos | 2024-presente |

## Palmarés

### Títulos nacionales
| Título                      | Club          | País       | Año     |
| --------------------------- | ------------- | ---------- | ------- |
| Women's Super League        | Chelsea F. C. | Inglaterra | 2019-20 |
| FA Women's League Cup       | Chelsea F. C. | Inglaterra | 2019-20 |
| Women's FA Community Shield | Chelsea F. C. | Inglaterra | 2020    |
| Women's Super League        | Chelsea F. C. | Inglaterra | 2020-21 |
| FA Cup Femenina             | Chelsea F. C. | Inglaterra | 2020-21 |
| FA Women's League Cup       | Chelsea F. C. | Inglaterra | 2020-21 |
| Women's Super League        | Chelsea F. C. | Inglaterra | 2021-22 |
| FA Cup Femenina             | Chelsea F. C. | Inglaterra | 2021-22 |
| Women's Super League        | Chelsea F. C. | Inglaterra | 2022-23 |
| FA Cup Femenina             | Chelsea F. C. | Inglaterra | 2022-23 |
| Women's Super League        | Chelsea F. C. | Inglaterra | 2023-24 |

### Títulos internacionales
| Título                           | Equipo     | Sede       | Año     |
| -------------------------------- | ---------- | ---------- | ------- |
| Eurocopa Femenina                | Inglaterra | Inglaterra | 2022    |
| Finalissima Femenina             | Inglaterra | Inglaterra | 2023    |
| Copa de Campeones de la Concacaf | Gotham FC  | Nuevo León | 2024-25 |
| Eurocopa Femenina                | Inglaterra | Suiza      | 2025    |

## Vida personal
Desde 2018 mantiene una relación con la futbolista alemana Ann-Katrin Berger.